# Nintendo presents: Crossword Collection
Nintendo presents: Crossword Collection (en català: «Nintendo presenta: Col·lecció de mots encreuats») és un videojoc de trencaclosques desenvolupat pels estudis nord-americans Nuevo Retro Games i Nintendo Software Technology per a Nintendo DS. Conté més de 1.000 mots encreuats en llengua anglesa que els jugadors poden resoldre utilitzant el llapis tàctil de la consola.
Va ser llançat a Amèrica del Nord el 5 de maig de 2008, després va arribar a Austràlia, el Regne Unit i Irlanda. Forma part de la sèrie Touch! Generations.

## Jugabilitat
Nintendo presents: Crossword Collection admet fins a quatre jugadors i inclou dos modes bàsics: Training (entrenament) i Main Game (el joc principal). El joc principal inclou tres classes de trencaclosques: mots encreuats, cerques de mots i anagrames. Els tres modes de joc tenen diferents nivells de dificultat i trencaclosques, i se'n poden desbloquejar més.

## Recepció
El joc va rebre crítiques mitjanes al lloc web d'agregació de ressenyes Metacritic. Matt Casamassina d'IGN va elogiar el nombre de mots encreuats disponibles i els controls com a aspectes més destacats, així com el preu assequible del joc. A més a més, va obtenir el títol de "millor joc de trencaclosques per a Nintendo DS" als premis de videojocs d'IGN de 2008.